# گابریل فینریخ
گابریل فینریخ (به انگلیسی: Gabriele Faehnrich) ژیمناست زادهٔ ۸ آوریل ۱۹۶۹ میلادی اهل کشور آلمان شرقی است.